# Cumulus congestus

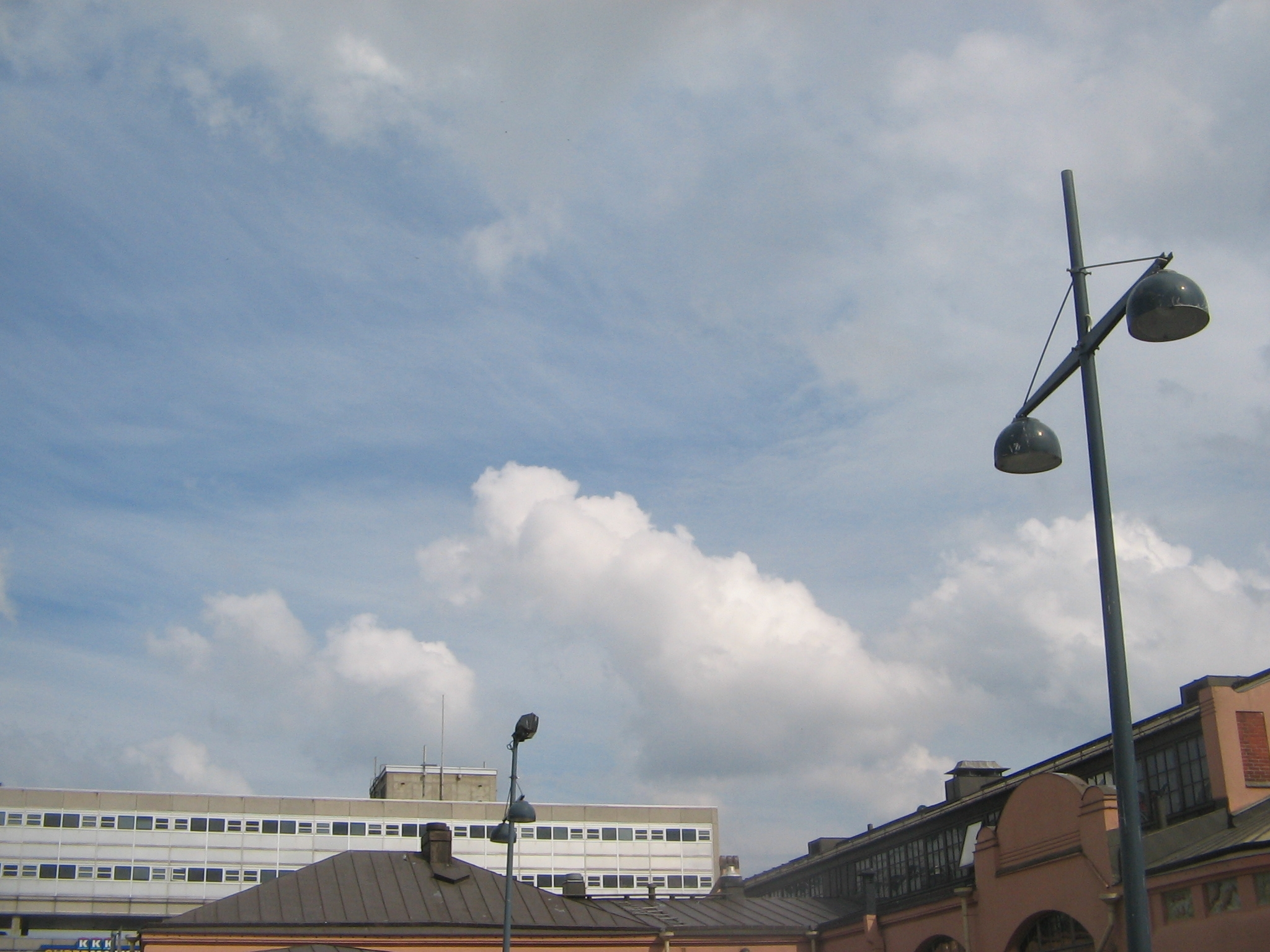
C. congestus

Els cumulus congestus són núvols característics de les àrees inestables de l'atmosfera que generen convecció. No tenen formes punxegudes i es desenvolupen verticalment. Són molt més alts que amples, perquè són generats per corrents ascendents, arribant a fer, d'extrem a extrem, fins a uns 5 km d'alt. Es formen, generalment, a partir de l'evolució de cumulus mediocris, però també ho poden fer a partir dels altocumulus castellanus o des dels stratocumulus castellanus.
Els cumulus congestus esdevenen cumulonimbus calvus quan hi ha condicions atmosfèriques que porten una suficient inestabilitat. Aquesta transformació es pot intuir si s'observa la presència de parts suaus, fibroses o estriades als seus extrems. Aquest tipus de núvol produeix precipitació, de vegades amb abundància. Les espècies de congestus només es poden trobar al gènere cumulus.